# Перещепинське газоконденсатне родовище
Перещепинське газоконденсатне родовище — належить до Руденківсько-Пролетарського нафтогазоносного району Східного нафтогазоносного регіону України.

## Опис
Розташоване в Дніпропетровській області на відстані 40 км від м. Новомосковськ.
Знаходиться в південно-східній частині південної прибортової зони Дніпровсько-Донецької западини.
Підняття виявлене в 1955 р. і являє собою брахіантикліналь північно-східного простягання. Її півн.-сх перикліналь опущена по площині поперечного скиду на 200 м. Розміри складки в башкирських утвореннях 7,5х4,6 м. Перші промислові припливи газу отримано з відкладів башкирського та серпуховського ярусів у 1963 р.
Поклади пластові, склепінчасті, тектонічно екрановані, деякі також літологічно обмежені.
Експлуатується з 1965 р. Режим покладів газовий та пружноводонапірний. Запаси початкові видобувні категорій А+В+С1: газу — 5260 млн. м³; конденсату — 380 тис. т.